# Numero di Fanning
Il fattore di attrito di Fanning (o più semplicemente numero di Fanning) è il gruppo adimensionale dello sforzo di taglio alla parete, e rappresenta il rapporto fra i flussi conduttivo (sforzo di taglio) e convettivo (forze inerziali) di quantità di moto.
Prende il nome da John Thomas Fanning.

## Definizione matematica
È definito come:
{\displaystyle f={\frac {2\tau }{\rho u^{2}}}={\frac {f_{D}}{4}}}
dove:
- {\displaystyle \tau } è lo sforzo di taglio o tensione deviatorica nel materiale;
- {\displaystyle u} è la velocità di flusso locale del materiale;
- {\displaystyle \rho } è la densità del materiale;
- {\displaystyle f_{D}} è il fattore di attrito di Darcy, ottenibile dal diagramma di Moody.

## Dipendenza dalla viscosità
Definendo la viscosità, il numero di Fanning può sempre essere riespresso come:
{\displaystyle f={\frac {2||\mu \nabla {\vec {u}}||}{\rho u^{2}}}={\frac {2||\nu \nabla {\vec {u}}||}{u^{2}}}}
in cui:
- {\displaystyle \mu } è la viscosità del materiale
- {\displaystyle \nu } è la diffusività cinematica del materiale
- {\displaystyle \nabla } è l'operatore nabla

Nel caso della validità della legge di Stokes, la viscosità è costante perciò questa forma è particolarmente conveniente.

## Equazione di Darcy-Weisbach
Poiché l'equazione di Navier-Stokes della quantità di moto, definendo il carico idraulico, si può riesprimere in un condotto come una correzione all'equazione di Bernoulli:
{\displaystyle dH={\frac {L}{r}}\mu \nabla u}
Il numero di Fanning può essere legato alla perdita di carico idraulico:
{\displaystyle \Delta H=f\,{\frac {L}{r}}\,\rho u^{2}}
dove:
- {\displaystyle \Delta H} è la perdita di carico idraulico;
- {\displaystyle L} è la lunghezza del condotto;
- {\displaystyle r} è il raggio equivalente del condotto.

## Relazioni con altri numeri adimensionali
Il numero di Darcy, detto anche fattore di Blasius, utilizzato più frequentemente in  ambito chimico e nella convenzione anglosassone sulle unità di misura, è quattro volte il numero di Fanning:

{\displaystyle F=4f},
quindi bisogna prestare attenzione quando ci si riferisce a "fattore di attrito" in quanto si possono intendere ambedue gli adimensionali.
Infine si definisce coefficiente di attrito globale il prodotto del fattore di Blasius per il rapporto lunghezza/diametro equivalente del condotto:
{\displaystyle k=4f{\frac {L}{D}}},
L'equazione di Darcy-Weisbach si riesprime quindi in modo più semplice come:
{\displaystyle \Delta H=k\,\,\rho {\frac {u^{2}}{2}}}
dove {\displaystyle \Delta H} è la perdita di carico idraulico.

## Correlazioni
Il fattore d'attrito dipende in primo luogo dal numero di Reynolds dalla rugosità, anche se storicamente questa dipendenza è stata spesso espressa con correlazioni implicite rendendo inevitabile l'utilizzo di diagrammi prima dell'avvento dei risolutori numerici di equazioni: tra questi diagrammi vanno citati ad esempio il diagramma di Moody (ottenuto dalla correlazione di Colebrook, implicita) e l'arpa di Nikuradse.

### Legge di Poiseuille
Per un flusso laminare {\displaystyle (Re<2100)} in condotti rispettivamente circolari e quadrati esiste una soluzione analitica (Legge di Poiseuille):
{\displaystyle f_{c}={\frac {16}{Re}}},    {\displaystyle f_{q}={\frac {14.227}{Re}}}
dove {\displaystyle Re} è il numero di Reynolds del flusso.

### Correlazione di Blasius
Blasius propose una correlazione nel 1913 trascurando la rugosità (condotti lisci) :
{\displaystyle f=0,079\mathrm {Re} ^{-0.25}}.
Johann Nikuradse in un articolo del 1932 disse che questo corrisponde a una legge di potenza per il profilo di velocità di flusso.
Mishra e Gupta nel 1979 hanno proposto un addendo per tubi elicoidali, con diametro del condotto {\displaystyle d} e diametro di avvolgimento {\displaystyle D}:
{\displaystyle f=0,079\mathrm {Re} ^{-}{1 \over 4}+0,0075{\sqrt {\frac {d}{D}}}},
valido per:
- {\displaystyle Re_{tr}<Re<10^{5}}
- {\displaystyle 6,7<D/d<346,0}
- {\displaystyle 0<L/D<25,4}.

### Correlazione di Colebrook
Per il flusso turbolento, le correlazioni si complicano: la prima storicamente è stata la correlazione di Colebrook , implicita nella relazione:
{\displaystyle {1 \over {\sqrt {\mathit {f}}}}=-4,0\log _{10}\left({\frac {\frac {R}{d}}{3,7}}+{\frac {1,256}{Re{\sqrt {\mathit {f}}}}}\right)}
dove {\displaystyle R} è la rugosità del tubo (usare sempre unità di misura omogenee):
- {\displaystyle R=0,0000547\,m} per l'acciaio
- {\displaystyle R=0,000259\,m} per la ghisa
- {\displaystyle R=0,000122\,m} per superfici rivestite
- {\displaystyle R=0,000152\,m} per superfici zincate
- {\displaystyle R=0,00165\,m} per il cemento.

### Correlazione di Haaland
Dalla correlazione di Colebrook si ha la correlazione di Haaland, che ne è un'approssimazione:
{\displaystyle {\frac {1}{\,{\sqrt {f\,}}\,}}=-3{,}6\log \left[\left({R \over \;3{,}7\;D\;}\right)^{\!\!{\,10\, \over 9}}+{\frac {\,6{,}9\,}{\mathrm {Re} }}\right]};
se {\displaystyle 2100<Re<4000}, si usa impiegare il massimo dei due valori.

### Correlazione di Churchill
Churchill  ha sviluppato infine una formula valida sia per il moto laminare sia per il turbolento.
{\displaystyle f=2\left(\left({\frac {8}{Re}}\right)^{12}+\left(A+B\right)^{-1,5}\right)^{\frac {1}{12}}}
{\displaystyle A=\left(-2,457\ln \left(\left({\frac {7}{Re}}\right)^{0,9}+0,27{\frac {e}{D}}\right)\right)^{16}}
{\displaystyle B=\left({\frac {37530}{Re}}\right)^{16}}